# Ексхумација
Ексхумација (лат. ex, humus земља) представља ископавање посмртних остатака из гроба после одређеног времена од сахрањивања, било ради преношења на друго место, било пак, на захтев судских власти, ради накнадног утврђивања правог узрока смрти.
Многи људи сматрају да је ексхумација етички неисправна, или због верских разлога недозвољена. Због тога су ексхумације само са одобрењем дозвољене или услед специфичног повода (нпр. ексхумације из масовних гробница). Ексхумације се најчешће врше кад је на пример потребан поновни преглед, вештачење, ради решавања неког криминалистичког случаја.